# Tramway de Cottbus
Le tramway de Cottbus est le réseau de tramways de la ville de Cottbus, en Allemagne. Long de 20,1 km, il comporte quatre lignes.

## Réseau actuel
(depuis 22 octobre 2019)
- 1: Schmellwitz / Chmjelow – Hauptbahnhof / Głowne dwórnišćo
- 2: Jessener Str. / Jaseńska droga – Sandow / Žandow
- 3: Ströbitz / Strobice – Madlow / Módłej
- 4: Neu-Schmellwitz / Nowy Chmjelow – Sachsendorf / Knorawa